# Polizeiruf 110: …und raus bist du!
…und raus bist du! ist ein deutscher Kriminalfilm aus dem Jahr 2011 nach einem Buch von Wolfgang Stauch. Regie führte Christian von Castelberg. Es ist die 319. Folge innerhalb der Filmreihe Polizeiruf 110 und der vierte Fall für Hauptkommissar Alexander Bukow (Charly Hübner) und die LKA-Beamtin Katrin König (Anneke Kim Sarnau). Die Haupt-Gaststars dieser Folge sind Ursina Lardi, Jan Georg Schütte, Christine Schorn und Jan Peter Heyne. 
Bei ihren Ermittlungen tauchen Bukow und König in das Milieu von Müll- und Schrottsammlern ein und werden damit konfrontiert, wie schnell Menschen in einen Abstiegsstrudel geraten können.

## Handlung
René Wirth vermisst ein kleines schwarzes Notizbuch und will von seinem Mitarbeiter Stefan Burger wissen, ob er es zwischen dem Altpapier, wohin es wohl geraten sein müsse, gefunden habe. Zur selben Zeit wird im Kofferraum eines Wagens die Leiche eines alten Mannes gefunden. Wie sich herausstellt, handelt es sich bei dem Toten um den Rentner Herbert Prand, der mit einer Eisenstange erschlagen wurde. Als die mit dem Fall betrauten Kriminalhauptkommissare Alexander Bukow und Katrin König sich in der unangenehm riechenden Wohnung des Mannes umsehen, in der totales Chaos herrscht, stoßen sie auf eine im Bett liegende alte Frau, die nur noch schwach atmet. Der hinzugerufene Notarzt kann ihr nicht mehr helfen, sie stirbt. Prands Wohnung ist ganz offensichtlich durchsucht worden, es ergeben sich außerdem Hinweise darauf, dass der Rentner jemanden erpressen wollte. Im Zuge der weiteren Ermittlungen stoßen die Beamten auf Nathalie Schieke, eine ehemals gefragte Architektin, die in einem Abbruchhaus haust. Die Tochter der obdachlosen Frau lebt bei einer Pflegefamilie. Bukow kennt Nathalie Schieke aus seiner Schulzeit; damals waren sich alle sicher, dass aus ihr einmal etwas ganz Besonderes werden würde. Er zeigt König das schöne Haus, das Schieke einmal gehört hat. Wie weitere Ermittlungen ergeben haben, befand sich ein Namensschild der Frau auf dem Briefkasten von Herbert Prand, das sie aber entfernt hat. Diesbezügliche Fragen beantwortet sie nicht.
König und Bukow suchen das Ehepaar Schütte auf, das mit dem Rentner befreundet war. Das Paar war am Abend seines Todes mit dem Mann zusammen in einer Kneipe. Auf entsprechende Fragen antworten sie, dass sie zwar zu dritt aufgebrochen, aber dann allein nach Hause gegangen seien, da der Herbert so betrunken gewesen sei, dass er unterwegs immer wieder umgefallen sei.
Schieke, die das fragliche Notizbuch tatsächlich an sich genommen hat, und versucht, daraus Kapital zu schlagen, gerät in Schwierigkeiten, als ein Mann in ihrer Bleibe auftaucht und nach dem Notizbuch verlangt. Er bietet ihr an, gemeinsame Sache zu machen, da sie es nicht schaffe, eine Erpressung allein durchzuziehen. Als König hinzukommt, wird der Mann, bei dem es sich um den Schrotthändler Lukas Gehring handelt, festgenommen. Er sagt aus, dass Herbert Prand sein Vater gewesen sei, er habe sogar einen entsprechenden Test durchführen lassen. Nathalie Schieke sei es gewesen, die seinen Vater erst darauf gebracht habe, dass in dem schwarzen Büchlein Informationen seien, mit denen man Geld erpressen könne, ohne sie habe er das doch gar nicht geschnallt. Als Schieke dazu vernommen wird, streitet sie alles ab. König meint, sie solle doch mal erzählen, wie es zu ihrem Abstieg gekommen sei. Plötzlich sei sie alleinerziehend gewesen und dann sei alles rasend schnell gegangen, Haus weg, kein Einkommen mehr, nicht mehr krankenversichert, Kind weg, Alkohol usw. meint Nathalie Schieke. Sie will von König wissen, warum sie ihr helfen wolle, worauf die Kommissarin beiläufig erwidert, ob sie erwähnt habe, dass sie adoptiert worden sei. Sie finde, dass Kinder bei ihren tatsächlichen Eltern bleiben sollten. Wenn allerdings herauskäme, dass sie etwas mit Erpressung zu tun habe, könne sie sich das Sorgerecht für ihre Tochter Franka ein für alle Mal abschminken.
Als Schieke in ihre Unterkunft zurückkehrt, findet sie auf ihrer Bettstelle einen Zettel mit den Worten: „Für 50.000 kriegst du deine Tochter zurück.“ Sie sucht Gehring auf, der empört reagiert und abermals darauf dringt, dass sie gemeinsame Sache mit ihm machen solle. Zur selben Zeit meldet das Ehepaar Marwitz, bei dem Franka lebt, das Kind als vermisst. Johanna Marwitz beschuldigt Nathalie, etwas mit dem Verschwinden von Franka zu tun zu haben. Bukow verfolgt eine ganz andere Spur. Er verschafft sich Einlass ins Haus der Schüttes und sagt ihnen auf den Kopf zu, dass sie Herbert Prand ermordet hätten und man ihnen das auch nachweisen werde. Ihr Haus, das zum Verkauf steht, sei nichts wert, da Schwamm und Schimmel sich dort ausgebreitet hätten und somit ihr Traum, ihren Lebensabend in Phuket verbringen zu können, geplatzt sei. Über Prand hätten sie an Geld kommen wollen, da dieser Traum zerronnen sei, hätten sie Franka entführt und 50.000 Euro gefordert, womit ihr Vorhaben dann wieder in greifbare Nähe gerückt sei. Die Schüttes, die etwas später getrennt vernommen werden, gestehen, dass sie von Prand die Herausgabe des Notizbuches verlangt hätten, der habe sich aber dumm gestellt und da sei es zu den Schlägen gekommen. Totschlagen habe man ihn aber nicht wollen.
Wie Oberkommissar Pöschel inzwischen ermittelt hat, verschiebt René Wirth lukrativ Giftmüll, den er illegal mit anderem Müll mischt und auf der Rostocker Mülldeponie entsorgt. Dafür kassiert er kräftig. Diese Geschäfte hat er in dem kleinen schwarzen Notizbuch notiert. Inzwischen ist Wirth mit einem Geldkoffer unterwegs, sein Komplize Stefan Burger hält sich im Hintergrund mit einer Waffe bereit. Zur selben Zeit entdeckt König die kleine Franka in einem auf dem Gartengelände abgestellten Wohnwagen. Als sie Schüsse hört, die aus einer angrenzenden Halle kommen, eilt sie dorthin und findet Gehring durch einen Schuss verletzt vor, nachdem sie zuvor den flüchtenden Wirth mit Handschellen an ein Fenstergitter gekettet hat. Sie bedeutet Gehring, dass es sich um einen Steckschuss ins Herz handele. Sich dem Tode nahe glaubend gesteht er, dass er Wirth habe erpressen wollen und Nathalie eine Treppe tiefer eingesperrt habe. Wie sich herausstellt, handelt es sich bei Gehring nur um einen Schuss in Schulternähe. „Es geht mich ja nichts an“, meint Bukow zu König, „aber ist das korrekt, eine Erpresserin einfach so laufen zu lassen und jemandem zu erzählen, er habe einen Steckschuss ins Herz?“ Man könne sich ja auch mal irren, erwidert König vielsagend.

## Produktion und Hintergrund
Die Filmaufnahmen entstanden Mitte 2009 in Rostock und Umgebung.
Wie aus den zuvor ausgestrahlten drei Folgen bekannt ist, ist König vom LKA damit beauftragt, intern gegen Bukow zu ermitteln und ihm auf die Finger zu schauen. Bukow will von König wissen, wie viel Wochen er noch habe, er habe ihr doch alles von sich und seinem „Mafiafreund“ erzählt. Die Ermittlungen müssten doch jetzt eigentlich abgeschlossen sein. König schweigt sich jedoch aus und antwortet nur mit vielsagenden Blicken. Als ihr Bukow wieder einmal zusetzt, meint sie nur, sie mache sich strafbar, wenn sie etwas erzähle. Dieser meint daraufhin: „Schade, ich habe gern mit ihnen gearbeitet, Katrin König.“ „Ich mit ihnen auch“, ist alles, was König darauf erwidert.
Außerdem erfährt der Zuschauer in dieser Folge, dass Katrin König adoptiert worden ist.

## Rezeption

### Einschaltquote
…und raus bist du! erreichte bei seiner Erstausstrahlung am 22. Mai 2011 7,29 Mio. Zuschauer, was einem Marktanteil von 21,4 % entsprach.

### Kritik
Rainer Tittelbach von tittelbach.tv berief sich darauf, dass der vierte Polizeiruf aus Rostock „im Bodensatz der Gesellschaft rühr[e] – dort, wo man von Hartz IV nur träumen kann, bei Müllsammlern und bei Obdachlosen, die in leer stehenden Plattenbauten hausen.“ Trotzdem sei von Castelbergs Film „kein Trauerkloß-Krimi“. Der Film sei „nicht nur realistisch spannend, sondern bisweilen auch schön schräg und absurd, heutig sozialkritisch – und vor allem die Charaktere [seien] immer für eine Überraschung gut.“
Christian Buß von Spiegel Online gestand der Krimifolge „einen feinen Slang und famosen Humor“ zu und befand, dass Bulle Bukow abgewrackter aussehe als jeder Obdachlose. Er lobte Jan Georg Schütte als wunderbaren Schauspieler, der den Schrotthändler Gehring als eine arme Wurst mit reichem Sprachschatz, ein tragikomischer Aufschneider mit unermüdlichem Mundwerk spiele. Buß in seiner Kritik: „Die Macher des aktuellen ‚Polizeirufes 110‘ verstehen es, die Balance zwischen Milieustudie und Sozialdrama zu halten. Sie tauchen ein, aber sie führen nicht vor. Sie lassen Platz für Tragikomik, aber sie geben niemandem dem Gelächter preis.“
TV Spielfilm fand, der Film „besticht durch Lokalkolorit und schöne Bilder, einen wendungsreichen Fall sowie eine Reihe kurioser, grell gezeichneter Charaktere“ und gab für Anspruch und Spannung jeweils zwei von drei Punkten, für Action einen. Der Daumen zeigte nach oben.

## Auszeichnung
- Grimme-Preis 2012 Spezial an Anneke Kim Sarnau und Charly Hübner als Ermittlerduo in den Folgen Feindbild und …und raus bist du! innerhalb der Reihe Polizeiruf 110.